# 1947

## أحداث
- تأسيس مدينة تورتيوغيوتاس وتقع حاليا في الأرجنتين.
- ديسمبر: تأسيس مدينة فورت سانت جون، كولومبيا البريطانية وتقع حاليا في كندا.
- 10 مايو: تأسيس مدينة ديميتروفغراد وتقع حاليا في بلغاريا.
- 25 سبتمبر: تأسيس مدينة سيسارام [الإنجليزية] وتقع حاليا في الهند.
- بداية الحرب الباكستانية الهندية 1947 في 22 أكتوبر 1947 والتي انتهت في 1949.
- بداية حرب 1948 في 30 أكتوبر 1947 والتي انتهت في 10 مارس 1949.
- بداية حرب فلسطين 1948 في 30 نوفمبر 1947 والتي انتهت في 20 يوليو 1949.
- بداية حرب باردة في 1947 والتي انتهت في 1991.

### مايو
- 3 مايو - دستور اليابان الجديد يدخل حيز التنفيذ.

### أغسطس
- 14 أغسطس - باكستان تستقل عن الهند وذلك بقيادة محمد علي جناح.

## مواليد
- حمود بن عبدالعزيز آل سعود أمير سعودي.
- 4 أبريل - تأسيس المنظمة الدولية للطيران المدني.
- 11 أبريل - ديم بريستو، ممثل أداء صوتي أمريكي.
- 19 أغسطس - روجر شالر باجنال، عالم برديات أمريكي.
- 8 أكتوبر - عبد العزيز الرنتيسي، مناضل إسلامي فلسطيني ومن مؤسسي حركة حماس.
- 18 أكتوبر - أحمد عبد الوارث ، ممثل مصري.
- صوفي بسيس، مؤرخة وصحافية فرنسو - تونسية.
- سعد الحميدين.
- البدري فرغلي.
- خالد الجار الله ، نائب وزير الخارجية الكويتي.
- فهد أحمد الأمير ، ،رئيس سابق للأركان العامة للجيش الكويتي.

## وفيات
- إلياس طعمة
- أحمد صديق المنشاوي

## نال جائزة نوبل
- في الفيزياء – البريطاني إدوارد فيكتور أبلتون .
- في الكيمياء – البريطاني روبرت روبنسون.
- في الطب – مناصفة مابين الأمريكيان كارل كوري وزوجته جرتي كوري والأرجنتيني برناردو هوساي.
- في الأدب – الفرنسي أندريه جيد.
- في السلام – مجلس خدمات الأصدقاء البريطاني و لجنة أمريكا لخدمات الأصدقاء الأمريكية نيابة عن جمعية الأصدقاء الدينية.